# Saison 2018-2019 de la LHO
 (juin 2022).
Si vous disposez d'ouvrages ou d'articles de référence ou si vous connaissez des sites web de qualité traitant du thème abordé ici, merci de compléter l'article en donnant les références utiles à sa vérifiabilité et en les liant à la section « Notes et références ».
Saison précédente Saison suivante
La saison 2018-2019 est la 39e saison de hockey sur glace de la Ligue de hockey de l'Ontario (LHO). Le gagnant remporte la Coupe J.-Ross-Robertson.

## Saison régulière

### Association de l'Est
| Clt   | Équipe                 | PJ | V  | D  | DP | DF | BP  | BC  | Pts |
| ----- | ---------------------- | -- | -- | -- | -- | -- | --- | --- | --- |
| +001, | 67's d'Ottawa          | 68 | 50 | 12 | 4  | 2  | 296 | 183 | 106 |
| +002, | Generals d'Oshawa      | 68 | 44 | 20 | 4  | 0  | 288 | 216 | 92  |
| +003, | Petes de Peterborough  | 68 | 33 | 31 | 2  | 2  | 234 | 256 | 70  |
| +004, | Bulldogs de Hamilton   | 68 | 29 | 34 | 3  | 2  | 241 | 283 | 63  |
| +005, | Frontenacs de Kingston | 68 | 14 | 52 | 1  | 1  | 144 | 307 | 30  |

| Clt   | Équipe                    | PJ | V  | D  | DP | DF | BP  | BC  | Pts |
| ----- | ------------------------- | -- | -- | -- | -- | -- | --- | --- | --- |
| +001, | IceDogs de Niagara        | 68 | 44 | 17 | 7  | 0  | 326 | 209 | 95  |
| +002, | Wolves de Sudbury         | 68 | 43 | 20 | 3  | 2  | 254 | 206 | 91  |
| +003, | Steelheads de Mississauga | 68 | 32 | 29 | 5  | 2  | 239 | 250 | 71  |
| +004, | Battalion de North Bay    | 68 | 30 | 33 | 3  | 2  | 230 | 281 | 65  |
| +005, | Colts de Barrie           | 68 | 26 | 38 | 3  | 1  | 221 | 245 | 56  |

- En gras : champion d'association
- En italique : qualifié pour les séries éliminatoires

### Association de l'Ouest
| Clt   | Équipe               | PJ | V  | D  | DP | DF | BP  | BC  | Pts |
| ----- | -------------------- | -- | -- | -- | -- | -- | --- | --- | --- |
| +001, | Knights de London    | 68 | 46 | 15 | 6  | 1  | 299 | 211 | 99  |
| +002, | Storm de Guelph      | 68 | 40 | 18 | 6  | 4  | 308 | 230 | 90  |
| +003, | Rangers de Kitchener | 68 | 34 | 30 | 3  | 1  | 251 | 267 | 72  |
| +004, | Attack d'Owen Sound  | 68 | 31 | 31 | 4  | 2  | 224 | 274 | 68  |
| +005, | Otters d'Érié        | 68 | 26 | 38 | 3  | 1  | 230 | 300 | 56  |

| Clt   | Équipe                           | PJ | V  | D  | DP | DF | BP  | BC  | Pts |
| ----- | -------------------------------- | -- | -- | -- | -- | -- | --- | --- | --- |
| +001, | Spirit de Saginaw                | 68 | 45 | 17 | 3  | 3  | 294 | 218 | 96  |
| +002, | Greyhounds de Sault-Sainte-Marie | 68 | 44 | 16 | 7  | 1  | 292 | 224 | 96  |
| +003, | Sting de Sarnia                  | 68 | 28 | 33 | 5  | 2  | 271 | 300 | 63  |
| +004, | Spitfires de Windsor             | 68 | 25 | 33 | 5  | 5  | 216 | 257 | 60  |
| +005, | Firebirds de Flint               | 68 | 16 | 46 | 6  | 0  | 212 | 350 | 38  |

- En gras : champion d'association
- En italique : qualifié pour les séries éliminatoires

### Meilleurs pointeurs
| Joueur          | Équipe                         | PJ | B  | A  | Pts | Pun |
| --------------- | ------------------------------ | -- | -- | -- | --- | --- |
| Jason Robertson | IceDogs de Niagara             | 62 | 48 | 69 | 117 | 42  |
| Justin Brazeau  | Battalion de North Bay         | 68 | 61 | 52 | 113 | 40  |
| Tye Felhaber    | 67's d'Ottawa                  | 68 | 59 | 50 | 109 | 45  |
| Morgan Frost    | Greyhounds de Sault Ste. Marie | 58 | 37 | 72 | 109 | 45  |
| Kevin Hancock   | Knights de London              | 70 | 52 | 55 | 107 | 38  |
| Arthur Kaliyev  | Bulldogs de Hamilton           | 67 | 51 | 51 | 102 | 22  |
| Ben Jones       | IceDogs de Niagara             | 68 | 41 | 61 | 102 | 82  |
| Akil Thomas     | IceDogs de Niagara             | 63 | 38 | 64 | 102 | 40  |
| Nate Schnarr    | Storm de Guelph                | 65 | 34 | 68 | 102 | 58  |
| Greg Meireles   | Rangers de Kitchener           | 68 | 36 | 61 | 97  | 40  |

### Meilleurs gardiens
| Gardien              | Équipe            | PJ | Min   | V  | D  | DP | DF | Bl | Moy  | %Arr |
| -------------------- | ----------------- | -- | ----- | -- | -- | -- | -- | -- | ---- | ---- |
| Michael DiPietro     | 67's d'Ottawa     | 38 | 2 174 | 23 | 12 | 0  | 1  | 4  | 2,40 | 91,1 |
| Cedrick Andree       | 67's d'Ottawa     | 45 | 2 634 | 34 | 5  | 2  | 2  | 4  | 2,48 | 91   |
| Ukko-Pekka Luukkonen | Wolves de Sudbury | 53 | 3 078 | 38 | 11 | 2  | 2  | 6  | 2,5  | 92   |
| Kyle Keyser          | Generals d'Oshawa | 47 | 2 707 | 32 | 8  | 3  | 0  | 2  | 2,75 | 91,5 |
| Ivan Prosvetov       | Spirit de Saginaw | 53 | 2 996 | 36 | 11 | 2  | 1  | 4  | 2,94 | 91   |

## Séries éliminatoires
|  | Huitièmes de finale              | Huitièmes de finale              |                    |   | Quarts de finale | Quarts de finale |  |  | Demi-finales | Demi-finales |  |  | Finale | Finale |
|  | Huitièmes de finale              | Huitièmes de finale              |                    |   | Quarts de finale | Quarts de finale |  |  | Demi-finales | Demi-finales |  |  | Finale | Finale |
|  |                                  |                                  |                    |   |                  |                  |  |  |              |              |  |  |        |        |
|  |                                  |                                  |                    |   |                  |                  |  |  |              |              |  |  |        |        |
|  |                                  |                                  |                    |   |                  |                  |  |  |              |              |  |  |        |        |
|  | Knights de London                | 4                                |                    |   |                  |                  |  |  |              |              |  |  |        |        |
|  | Knights de London                | 4                                |                    |   |                  |                  |  |  |              |              |  |  |        |        |
|  | Spitfires de Windsor             | 0                                |                    |   |                  |                  |  |  |              |              |  |  |        |        |
|  | Spitfires de Windsor             | 0                                | Knights de London  | 3 |                  |                  |  |  |              |              |  |  |        |        |
|  |                                  |                                  | Knights de London  | 3 |                  |                  |  |  |              |              |  |  |        |        |
|  |                                  | Storm de Guelph                  | 4                  |   |                  |                  |  |  |              |              |  |  |        |        |
|  | Spirit de Saginaw                | Storm de Guelph                  | 4                  | 4 |                  |                  |  |  |              |              |  |  |        |        |
|  | Spirit de Saginaw                |                                  |                    | 4 |                  |                  |  |  |              |              |  |  |        |        |
|  | Sting de Sarnia                  | 0                                |                    |   |                  |                  |  |  |              |              |  |  |        |        |
|  | Sting de Sarnia                  | 0                                | Spirit de Saginaw  | 3 |                  |                  |  |  |              |              |  |  |        |        |
|  |                                  |                                  | Spirit de Saginaw  | 3 |                  |                  |  |  |              |              |  |  |        |        |
|  |                                  | Storm de Guelph                  | 4                  |   |                  |                  |  |  |              |              |  |  |        |        |
|  | Greyhounds de Sault-Sainte-Marie | Storm de Guelph                  | 4                  | 4 |                  |                  |  |  |              |              |  |  |        |        |
|  | Greyhounds de Sault-Sainte-Marie |                                  |                    | 4 |                  |                  |  |  |              |              |  |  |        |        |
|  | Attack d'Owen Sound              | 1                                |                    |   |                  |                  |  |  |              |              |  |  |        |        |
|  | Attack d'Owen Sound              | 1                                | Spirit de Saginaw  | 4 |                  |                  |  |  |              |              |  |  |        |        |
|  |                                  |                                  | Spirit de Saginaw  | 4 |                  |                  |  |  |              |              |  |  |        |        |
|  |                                  | Greyhounds de Sault-Sainte-Marie | 2                  |   |                  |                  |  |  |              |              |  |  |        |        |
|  | Storm de Guelph                  | Greyhounds de Sault-Sainte-Marie | 2                  | 4 |                  |                  |  |  |              |              |  |  |        |        |
|  | Storm de Guelph                  |                                  |                    | 4 |                  |                  |  |  |              |              |  |  |        |        |
|  | Rangers de Kitchener             | 0                                |                    |   |                  |                  |  |  |              |              |  |  |        |        |
|  | Rangers de Kitchener             | 0                                | Storm de Guelph    | 4 |                  |                  |  |  |              |              |  |  |        |        |
|  |                                  |                                  | Storm de Guelph    | 4 |                  |                  |  |  |              |              |  |  |        |        |
|  |                                  | 67's d'Ottawa                    | 2                  |   |                  |                  |  |  |              |              |  |  |        |        |
|  | 67's d'Ottawa                    | 67's d'Ottawa                    | 2                  | 4 |                  |                  |  |  |              |              |  |  |        |        |
|  | 67's d'Ottawa                    |                                  |                    | 4 |                  |                  |  |  |              |              |  |  |        |        |
|  | Bulldogs de Hamilton             | 0                                |                    |   |                  |                  |  |  |              |              |  |  |        |        |
|  | Bulldogs de Hamilton             | 0                                | 67's d'Ottawa      | 4 |                  |                  |  |  |              |              |  |  |        |        |
|  |                                  |                                  | 67's d'Ottawa      | 4 |                  |                  |  |  |              |              |  |  |        |        |
|  |                                  | Wolves de Sudbury                | 0                  |   |                  |                  |  |  |              |              |  |  |        |        |
|  | IceDogs de Niagara               | Wolves de Sudbury                | 0                  | 4 |                  |                  |  |  |              |              |  |  |        |        |
|  | IceDogs de Niagara               |                                  |                    | 4 |                  |                  |  |  |              |              |  |  |        |        |
|  | Battalion de North Bay           | 1                                |                    |   |                  |                  |  |  |              |              |  |  |        |        |
|  | Battalion de North Bay           | 1                                | 67's d'Ottawa      | 4 |                  |                  |  |  |              |              |  |  |        |        |
|  |                                  |                                  | 67's d'Ottawa      | 4 |                  |                  |  |  |              |              |  |  |        |        |
|  |                                  | Generals d'Oshawa                | 0                  |   |                  |                  |  |  |              |              |  |  |        |        |
|  | Generals d'Oshawa                | Generals d'Oshawa                | 0                  | 4 |                  |                  |  |  |              |              |  |  |        |        |
|  | Generals d'Oshawa                |                                  |                    | 4 |                  |                  |  |  |              |              |  |  |        |        |
|  | Petes de Peterborough            | 1                                |                    |   |                  |                  |  |  |              |              |  |  |        |        |
|  | Petes de Peterborough            | 1                                | IceDogs de Niagara | 2 |                  |                  |  |  |              |              |  |  |        |        |
|  |                                  |                                  | IceDogs de Niagara | 2 |                  |                  |  |  |              |              |  |  |        |        |
|  |                                  | Generals d'Oshawa                | 4                  |   |                  |                  |  |  |              |              |  |  |        |        |
|  | Wolves de Sudbury                | Generals d'Oshawa                | 4                  | 4 |                  |                  |  |  |              |              |  |  |        |        |
|  | Wolves de Sudbury                |                                  |                    | 4 |                  |                  |  |  |              |              |  |  |        |        |
|  | Steelheads de Mississauga        | 0                                |                    |   |                  |                  |  |  |              |              |  |  |        |        |
|  | Steelheads de Mississauga        | 0                                |                    |   |                  |                  |  |  |              |              |  |  |        |        |

## Trophées LHO
| Coupe J.-Ross-Robertson, remis au vainqueur des séries éliminatoires :                                | Storm de Guelph                                                  |
| Trophée Hamilton Spectator, remis au champion de la saison régulière :                                | 67's d'Ottawa                                                    |
| Trophée Bobby-Orr, remis au vainqueur de la finale de la Conférence de l'Est :                        | 67's d'Ottawa                                                    |
| Trophée Wayne-Gretzky, remis au vainqueur de la finale de la Conférence de l'Ouest :                  | Storm de Guelph                                                  |
| Trophée Emms, remis au champion de la Division Centrale en saison régulière :                         |                                                                  |
| Trophée Leyden, remis au champion de la Division Est en saison régulière :                            |                                                                  |
| Trophée Holody, remis au champion de la Division Mid-Ouest en saison régulière :                      |                                                                  |
| Trophée Bumbacco, remis au champion de la Division Ouest en saison régulière :                        |                                                                  |
| Trophée Red-Tilson, remis au meilleur joueur :                                                        | Ukko-Pekka Luukkonen (Wolves de Sudbury)                         |
| Trophée Eddie-Powers, remis au meilleur pointeur :                                                    |                                                                  |
| Trophée Matt-Leyden, remis au meilleur entraîneur :                                                   | André Tourigny (67's d'Ottawa)                                   |
| Trophée Jim-Mahon, remis à l'ailier droit qui inscrit le plus de buts :                               |                                                                  |
| Trophée Max-Kaminsky, remis au meilleur défenseur :                                                   | Evan Bouchard (Knights de London)                                |
| Prix du gardien de la saison de la LHO, remis au meilleur gardien :                                   | Ukko-Pekka Luukkonen (Wolves de Sudbury)                         |
| Trophée Jack-Ferguson, remis au premier choix de repêchage de la LHO :                                |                                                                  |
| Trophée Dave-Pinkney, remis aux gardiens de l'équipe ayant encaissé le moins de but :                 |                                                                  |
| Trophée de la famille Emms, remis à la meilleure recrue :                                             |                                                                  |
| Trophée F.-W.-« Dinty »-Moore, remis au gardien recrue ayant la plus basse moyenne de buts alloués :  |                                                                  |
| Trophée Dan-Snyder, remis au joueur ayant démontré la meilleure implication auprès de sa communauté : | Nicholas Canade (Steelheads de Mississauga)                      |
| Trophée William-Hanley, remis au joueur ayant le meilleur esprit sportif :                            | Nick Suzuki (Storm de Guelph)                                    |
| Trophée Leo-Lalonde, remis au meilleur joueur sur-âgé :                                               |                                                                  |
| Trophée Bobby-Smith, remis au meilleur joueur étudiant :                                              | Thomas Harley (Steelheads de Mississauga)                        |
| Trophée Roger-Neilson, remis au meilleur joueur universitaire :                                       | Sasha Chmelevski (67's d'Ottawa)                                 |
| Trophée Ivan-Tennant, remis au meilleur joueur de niveau High School :                                | Mack Guzda (Attack d'Owen Sound) et Zack Terry (Storm de Guelph) |
| Trophée Mickey-Renaud, remis au meilleur capitaine :                                                  | Isaac Ratcliffe (Storm de Guelph)                                |
| Trophée Tim Adams :                                                                                   |                                                                  |
| Trophée Wayne-Gretzky 99, remis au meilleur joueur en série éliminatoire :                            | Nick Suzuki (Storm de Guelph)                                    |

### Équipes d'étoiles
| Première équipe      | Première équipe                  | Position | Deuxième équipe | Deuxième équipe      |
| Joueur               | Équipe                           | Position | Joueur          | Équipe               |
| -------------------- | -------------------------------- | -------- | --------------- | -------------------- |
| Ukko-Pekka Luukkonen | Wolves de Sudbury                | G        | Kyle Keyser     | Generals d'Oshawa    |
| Mac Hollowell        | Greyhounds de Sault-Sainte-Marie | D        | Adam Boqvist    | Knights de London    |
| Evan Bouchard        | Knights de London                | D        | Bode Wilde      | Spirit de Saginaw    |
| Justin Brazeau       | Battalion de North Bay           | A        | Tye Felhaber    | 67's d'Ottawa        |
| Jason Robertson      | IceDogs de Niagara               | A        | Arthur Kaliyev  | Bulldogs de Hamilton |
| Morgan Frost         | Greyhounds de Sault-Ste-Marie    | A        | Kevin Hancock   | Knights de London    |